# Gábor Turányi
Gábor Turányi (* 22. April 1948 in Kadarkút; † 26. März 2020 in Budapest) war ein ungarischer Architekt.
Gábor Turányi studierte an der Miklós Ybl-Fakultät für Architektur und Bauingenieurwesen der Szent-István-Universität und an der Technischen Universität Budapest. Er war als Architekt und Dozent tätig, zuletzt als Professor an der Moholy-Nagy-Universität für Kunsthandwerk und Gestaltung. In den letzten Jahren arbeitete er an den Planungen für das Porzellanmuseum in Herend, der Waffelfabrik von Zsámbék, Bürokomplex Roosevelt 7/8 in Budapest sowie für die Vass-László-Sammlung in Veszprém, der bedeutendsten Kunstsammlung ungarischer Werke der konstruktivistischen Künstler.
Er wurde mehrfach ausgezeichnet, darunter der Miklós-Ybl-Preis (1984; Ybl Miklós-díj), der Budapester Preis für Architektur (2008; Budapest Építészeti Nívódíja) und der Pro-Architectura-Preis (1997; Pro Architectura díj). Er war seit 2010 ordentliches Mitglied der Ungarischen Akademie der Künste (MMA).